# 大杉製薬
大杉製薬株式会社（おおすぎせいやく）は、大阪府大阪市阿倍野区に本社を置く日本の製薬会社である。

## 会社概要
主に漢方薬の製造・販売をおこなう。中でも蓄膿症薬の『「モリ」ちくのう錠』でその名を知られる。商標名の「モリ」は、この薬を開発した、森喜久男の苗字に由来するものである。
関西を基盤とした製薬会社であるが、1980年代にテレビ朝日系列の『水曜スペシャル』で放送された『「モリ」ちくのう錠』のCMで当社の社名が全国に知られるようになる。また「オースギ漢方」名義で、全国紙や地方紙などに広告を掲載している。

## 沿革
- 1905年（明治38年） 森音吉が大阪府南河内郡千早赤阪村で、和漢生薬原料の製粉業を始める。
- 1912年（明治45年） 日本粉末製薬合資会社として設立。
- 1933年（昭和8年） 大阪市阿倍野区天王寺町に工場を移転する。同阿倍野区旭町にて生薬の卸業務を開始する。
- 1937年（昭和12年） 「野生薬草採取法」という書物を森信治が出す。
- 1949年（昭和24年） 生薬部門を高砂薬業株式会社とし、代表取締役に森信治が就任する。
- 1952年（昭和27年） 小売部門を大杉製薬株式会社とし、社長に森巖が就任する。
- 1956年（昭和31年） 新コーミンという精神薬を発売する。
- 1957年（昭和32年） 光明丸、新コーメイガンを発売する。
- 1958年（昭和33年） 「モリ」ちくのう湯、「モリ」ハイツウ湯、「モリ」シンニョウ湯などの煎薬を11品目新発売する。
- 1965年（昭和40年）高砂薬業が、真空凍結乾燥装置を用いた日本初の漢方純乾燥エキスを開発し「モリ」ちくのう錠、「モリ」ハイツウ錠、「モリ」シンニョウ錠などの糖衣錠を販売する。
- 1970年（昭和45年） 森巖が国際アメリカン学術協会（IAI）からアカデミー賞を授与される。
- 1972年（昭和47年） 大杉製薬が大阪市阿倍野区天王寺町に本社ビルを建設する。ビル1階に漢方専門薬局（オースギ漢方薬局）を併設する。
- 1975年（昭和50年）一般用漢方エキス顆粒剤を発売する。
- 1977年（昭和52年） 高砂薬業がGMP適合の天王寺工場を竣工する。
- 1978年（昭和53年） 医療用漢方エキス製剤が薬価基準に収載され、医療用に進出する。
- 1980年（昭和55年） 高砂薬業が大阪府柏原市に工場を建設する。
- 1981年（昭和56年） 医療用漢方エキス剤が追加収載され、医療用漢方製剤の取り扱いが52品目となる。
- 1982年（昭和57年） 医専部を新たに設立し、医療用漢方製剤の販売に本格的に取り組み、札幌・仙台・名古屋などの各営業所を順次開設する。
- 1999年（平成11年） 医療用漢方製剤の取り扱いが80品目となる。
- 2002年（平成14年） 代表取締役社長に森清子が就任。ジュンコウ製品医療用漢方エキス細粒32品目発売する。医療用漢方製剤の取り扱いが112品目となる。
- 2005年（平成17年） 高砂薬業が大阪市阿倍野区天王寺町に新工場を建設する。大杉製薬の営業本部および大阪支店を大阪市住吉区から阿倍野区へ移転する。
- 2013年（平成25年）代表取締役社長に森清茂が就任。

## 事業所
本社
- 大阪府大阪市阿倍野区天王寺町南1-1-2

支店
- 東京支店：東京都中央区新川1-3-2
- 福岡支店：福岡県福岡市博多区博多駅東2-8-27博多駅東パネスビル3F

営業所
- 札幌・仙台・さいたま・横浜・名古屋・京都・広島・高松・鹿児島

工場
- 大阪（阿倍野）・柏原

## 主な商品
- 「モリ」ハイツウ錠【指定第2類医薬品】 - 神経痛、リウマチに効く和漢薬。
- 「モリ」ゼンチー錠【指定第2類医薬品】 - 喘息・咳に効く和漢薬。
- 「モリ」ちくのう錠、「モリ」シンニョウ錠は販売が中止された[1]。

この他、胃腸薬などの漢方薬や医療用医薬品の製造・販売も行っている。

## 関連子会社
- 高砂薬業 - 大杉製薬の商品の大半はここで製造される。
- 康和薬通

## スポンサー番組

### 現在
- お天気のお知らせ（MBSラジオ）

### 過去
- おはよう浪曲（ABCラジオ）
- 大杉朝の浪曲（MBSラジオ）
- 水曜スペシャル（テレビ朝日） - 「モリ」ちくのう錠の切り絵をテーマにしたCMで知られる。ナレーションは「鼻。すっきりとした鼻は気持ちのいいものです」である。
- ウイークエンダー（日本テレビ） - 一部系列局を除く

※この他、関西では毎日放送にて時折CMが放映されている。かつては『素人名人会』でCMが放映されていたが、現在は『よしもと新喜劇』内でCMが放映されることが多い。